# El pequeño vampiro se va de viaje
El pequeño vampiro se va de viaje (en alemán Der Kleine Vampir) es el tercer libro de la saga del mismo nombre, escritos por Angela Sommer-Bodenburg.

## Trama
Los padres de Anton (que es un niño)quieren pasar las vacaciones en una granja. A Anton no le gusta mucho la idea y hace que el pequeño vampiro vaya también allí. Rüdiger(que es un vampiro) se disfraza como un humano y envuelve el ataúd en papel de regalo. En el tren conocen a una mujer muy habladora y a la que su mala vista no le permite apreciar a la primera que Rüdiger es un vampiro.
- Datos: Q5826118